# لنا قازاریان
لنا قازاریان (ارمنی: Լենա Ղազարյան؛ زاده ۱۷ اکتبر ۱۹۹۶ در واغارشاپات) یک خواننده سبک موسیقی پاپ اهل ارمنستان است. وی از سال ۲۰۱۲ میلادی تا کنون مشغول به فعالیت می‌باشد.

## زندگی‌نامه
وی در ۱۷ اکتبر ۱۹۹۶ در واغارشاپات به دنیا آمد.

## جستارهای ویژه
- فهرست خوانندگان ارمنی